# Бермудо Перес де Траба

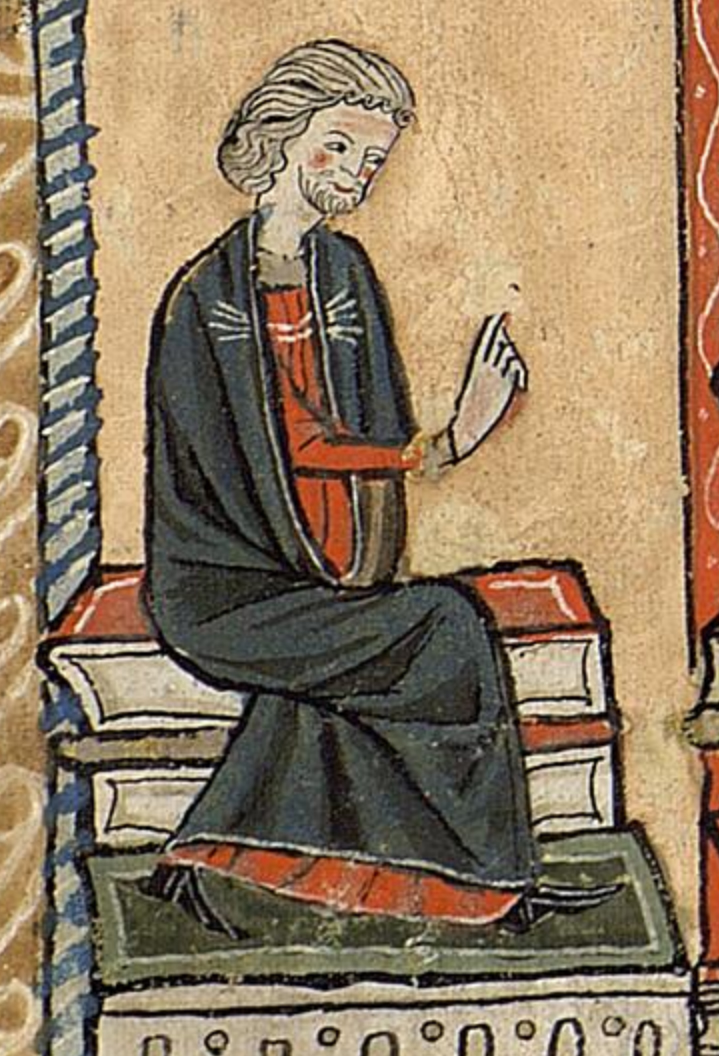
Бермудо Перес де Траба

Бермудо Перес де Траба (исп. Bermudo Pérez de Traba; ? — 1168) — галисийский дворянин, старший сын графа Педро Фройласа де Трабы и его первой жены Урраки Фройлас. Он управлял феодами Трастамара, Фаро (Ла-Корунья), Визеу и Сея, владел обширными поместьями в своей родной стране и был щедрым покровителем религиозных учреждений.

## Биографический очерк
Бермудо никогда не удостаивался титула графа, хотя он был важным магнатом и фигурировал в грамотах, подписанных как dominus (по-латыни «господин»), а также как Vermudo Petriz Galleciae («Бермудо Перес Галисийский»). Его присутствие в средневековых документах впервые зафиксировано 1 апреля 1104 года, когда он вместе со своим братом, графом Фернандо Пересом де Траба, сделал пожертвование монастырю Сан-Хоан-де-Каавейро. Он был вассалом королевы Урраки Леонской и вместе со своими братьями поклялся в верности ее сыну Альфонсо VII, когда тот вступил на трон королевства Леон в Саморе.
29 июля 1118 года королева Уррака с согласия своего сына Альфонсо возвратила Бермудо и его брату Фернандо земли, принадлежавшие монастырю в Собрадо, которые король Фердинанд I захватил силой в 1050 году. В благодарность Бермудо и Фернандо подарили королю Альфонсо VII гончую по кличке Ульгар и охотничье копье. Несколько лет спустя, 25 июля 1122 года, он подарил своей жене Урраке несколько владений, включая поместья в Лас-Каскасе, а также еще три деревни и два монастыря.
Два года спустя, в 1125 году, он появляется в Португалии, подтверждая пожертвование, сделанное графиней Терезой, как сеньор или губернатор Визеу, в то время как его брат появляется как губернатор Коимбры.
После смерти Терезы, графини Португальской, 11 ноября 1130 года он участвовал в восстании из своего замка в Сейе, хотя его шурин, король Португалии Афонсу Энрикес, вынудил его отказаться, и Бермудо вернулся в Галисию, редко пересекая реку Миньо после этого.
9 октября 1138 года он восстановил монастырь в Генрозо, позже известный как Нуэстра-Сеньора-де-лас-Дуэньяс и, наконец, как Лас-Каскас. Скорее всего, он был основан Фройлой Бермудесом, дедом Бермудо. Он унаследовал половину монастыря от своего отца, Педро Фройласа, и король Кастилии и Леона Альфонсо VII, который воспитывался вместе с Бермудо с тех пор, как Педро был его наставником, вернул ему другую половину монастыря, которую Педро Фройлас дал ему, так что Бермудо получил все имущество . Он отдал монастырь своей дочери Урраке (Старшей), которая поступила в монастырь монахиней, а позже стала его настоятельницей. 8 сентября 1145 года Уррака с согласия своего отца пожертвовала его монастырю Собрадо. Монастырь, ныне лежащий в руинах, где сохранилась только церковь Сан-Пелайо-де-Генрозо, находился на территории Нендоса, в маленькой деревушке Лас-Каскас, недалеко от города Бетансос.
Согласно португальскому источнику «Chronicon Lusitanum», Бермудо был одним из дворян, взятых в плен после битвы при Вальдевесе в 1140 году.
Бермудо и его брат Фернандо сделали много пожертвований монастырю в Собрадо, который был основан их предками, и владели всеми его поместьями в течение 24 лет, с 1118 по 11 января 1142 года, когда они добровольно передали его цистерцианским монахам.
Бермудо Перес де Траба дважды совершал паломничество в Святую Землю; первый раз в 1147 году вместе со своим братом Фернандо и двоюродным братом Менендо Родригесом, вернувшимся в Галисию в 1148 году. В 1153 году он снова отправился в Святую Землю и вернулся в Галисию на следующий год, о чем свидетельствует документ, подтверждающий продажу Адосиндой Родригесом недвижимости в Собрадо 24 апреля 1155 года, датируемый ipso anno presente, quando domnusШаблон:Typo help inline Vermudis reversus est Hierosalime (когда Дон Бермудо вернулся из Иерусалима).

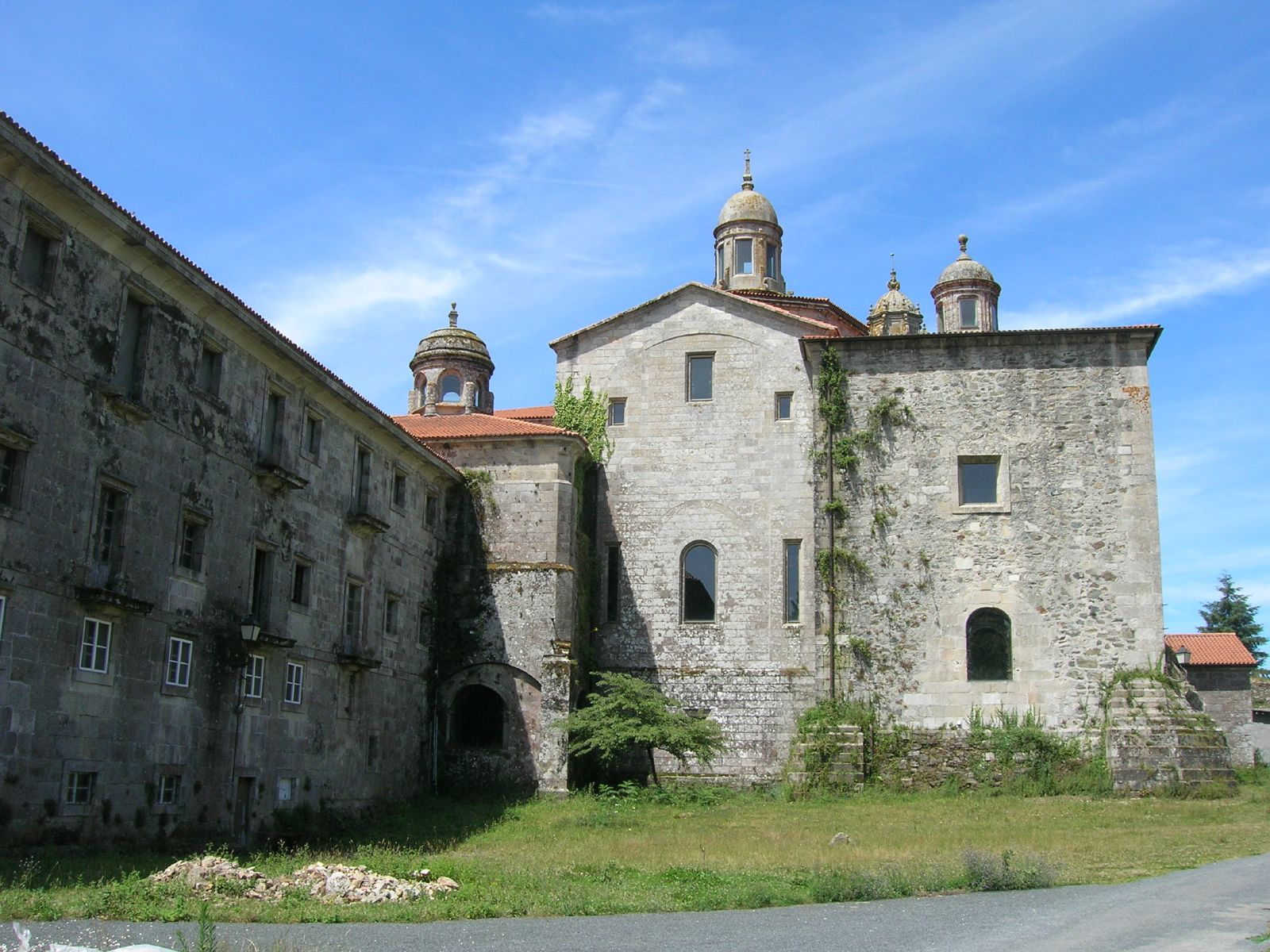
Аббатство Собрано, куда Бермудо Перес де Траба удалился от дел и был похоронен

В 1148 году он поручил аббату бенедиктинского монастыря Токсос Оутос строительство монастыря в Ногейросе, одного из поместий, которые он подарил своей жене Урраке в качестве свадебного подарка 25 июля 1122 года. Много лет спустя, в 1150 году, Уррака пожертвовала несколько объектов недвижимости вновь основанному учреждению при условии, что она и четыре родственницы женского пола будут приняты в члены религиозной общины этого монастыря, который назывался Санта-Мария-де-Ногейроса. В декабре 1156 года Бермудо в последний раз посетил королевский двор в Паленсии.
6 августа 1160 года Бермудо удалился в монастырь Собрадо-дус-Монгес в качестве цистерцианского монаха. 21 сентября 1161 года Бермудо уладил свой спор с монахами Токсос Оунос  . В этом уставе он описывает себя как «движимого божественным вдохновением» («diuina inspiratione conmotus»), чтобы стать монахом. Бермудо скончался в 1168 году, когда ему было около 80 лет, и был похоронен в аббатстве. Примерно в то же время, когда ее муж стал монахом в Собрадо, Уррака поступила в монастырь, основанный ее мужем в Ногейросе, приходе близ Пуэнтедеуме, и умерла в 1173 году Уррака была погребена в церкви при монастыре.

## Браки и дети
Он женился не один раз, как он сам заявляет в документе от 9 октября 1138 года, когда он сделал пожертвование своей дочери Урраке, монахине, а затем настоятельнице монастыря Каскас.
У него было трое детей от одной из его первой жены Терезы Бермудес:
- Педро Бермудес (? — 1147), в 1147 году его отец сделал пожертвование Собрадо за душу своего сына[22][21].
- Энрике Бермудес (? — после 1151)[23][22]
- Майор Бермудес (? — после 1192), жена португальского дворянина Гонсало Мендеса[24][22]

От второй супруги Адосинды Гонсалес у него было две дочери:
- Ильдуара Бермудес
- Химена Бермудес

Около июля 1122 года Бермудо Перес де Траба в третий раз женился на Урраке Энрикеш (? — 1173), дочери Генриха Бургундского, графа Португалии, и его жены Терезы Леонской. У супругов были следующие дети:
- Фернандо Бермудес (? — после 1161), который часто бывал в Португалии, где подтверждал грамоты своего дяди, короля Афонсу Энрикеша[24][22]
- Уррака Бермудес «Старшая», монахиня и аббатисса в монастыре Каскас
- Суэро Бермудес (? — 1169), похоронен в монастыре Собрадо[26][22]
- Тереза Бермудес (? — ок. 1219, также была похоронена в Собрадо. Её мужем был галисийский магнат Фернандо Ариас, сеньор де Батисела[27]. У супругов было несколько детей, в том числе Хуан Фернандес, старший майордом и альферес короля Леона Альфонсо IX[22].
- Санча Бермудес (? — ок. 1208), жена с 1152 года Соэйро Вегаса де Риба Доуро, губернатора Ламегу[28][29]. Один из их сыновей, Лоуренсо Соареш, был мужем Урраки Саншес, внебрачной дочери короля Португалии Саншу I[22].
- Уррака Бермудес «Младшая» (? — после 1196), жена Педро Бельтрана[30]. Она была еще жива в 1196 году, когда подтвердила документ в монастыре Собрадо[24][22].